# 坐石乡
坐石乡，是中华人民共和国湖南省娄底市新化县下辖的一个乡。

## 行政区划
坐石乡下辖以下地区：
毛坪村、栗山村、忠孝堂村、槽头冲村、新河村、红岩村、光溪村、长冲村、新光村、坐石村、昌盛村、八房村、东庄村、洞头山村、石桥村、新坪村、半山湾村、同心村、桃树村、秀岩村、禁田村、干山村、海池村和土佃村。